# Panasonic Lumix LX3
La Lumix LX3, o DMC-LX3, è una fotocamera compatta digitale di fascia alta, di marchio Lumix, prodotta dall'azienda giapponese Panasonic alla fine del 2008 per succedere alla LX2. Questa fotocamera è stata ben accolta da diversi fotografi e né è stato detto di essere la migliore fotocamera del suo tipo. In particolare è considerata oggetto di culto in quanto, di fatto, è stata la prima fotocamera a interrompere la "corsa ai megapixel" per puntare tutto sulla qualità del sensore, a dimensioni maggiori dello stesso e all'utilizzo di un'ottica luminosa, il tutto in un design elegante e di ispirazione "retro".

## Caratteristiche tecniche[3]
- Obiettivo Leica con focale equivalente a 24–60 mm (nel formato 35 mm) a elevata luminosità (f 2.0 - 2.8)[4]
- Monitor LCD da 3" da 460.000 pixel
- Possibilità di variare realmente il formato dell'immagine ripresa tra 4:3, 16:9 e 3:2 (il rapporto che presentano le immagini riprese con le classiche pellicole 24x36 e che è oggi adottato da produttori di fotocamere digitali amatoriali e professionali quali Nikon, Canon, Pentax). A partire dal rilascio del firmware 2.0 (immediatamente sostituito dal 2.1) la fotocamera LX3 è in grado di scattare fotografie nel formato 1:1 (quello delle fotocamere medio formato, come le 6x6).
- Sensore da 10,1 megapixel
- Zoom ottico 2,5x
- Stabilizzatore ottico MEGA-OIS;
- Sensibilità del sensore regolabile tra 80 e 3200 ISO;
- Modalità di ripresa variabile tra:
  - iA (totale automatismo)
  - P (Program, cioè automatismo su cui l'utente può intervenire in vario modo e principalmente variando la coppia tempo/diaframma selezionato)
  - A (Priorità di diaframmi, in cui il fotografo seleziona il diaframma voluto e l'elettronica individua il tempo di scatto adatto)
  - S (Priorità di tempi, in cui l'utilizzatore sceglie il tempo di scatto voluto e la macchina regola il diaframma)
  - M (Manual, con tempo di scatto e diaframma impostati manualmente dal fotografo)
- Capacità di riprendere video con l'audio, in qualità HD nel formato 16:9 e VGA nel formato 4:3.

### Accessori
- Obiettivo DMW LW46 grandangolare, 35 mm (18 mm equivalenti)
- Custodia Panasonic in vera pelle.